# De Heeg
De Heeg is een woonwijk in het zuidoosten van de Nederlandse stad Maastricht. Het is een van de 44 officiële buurten van de gemeente Maastricht. De woonwijk is ruim opgezet met veel groen en is mede daardoor populair bij jonge gezinnen.

## Ligging en geschiedenis

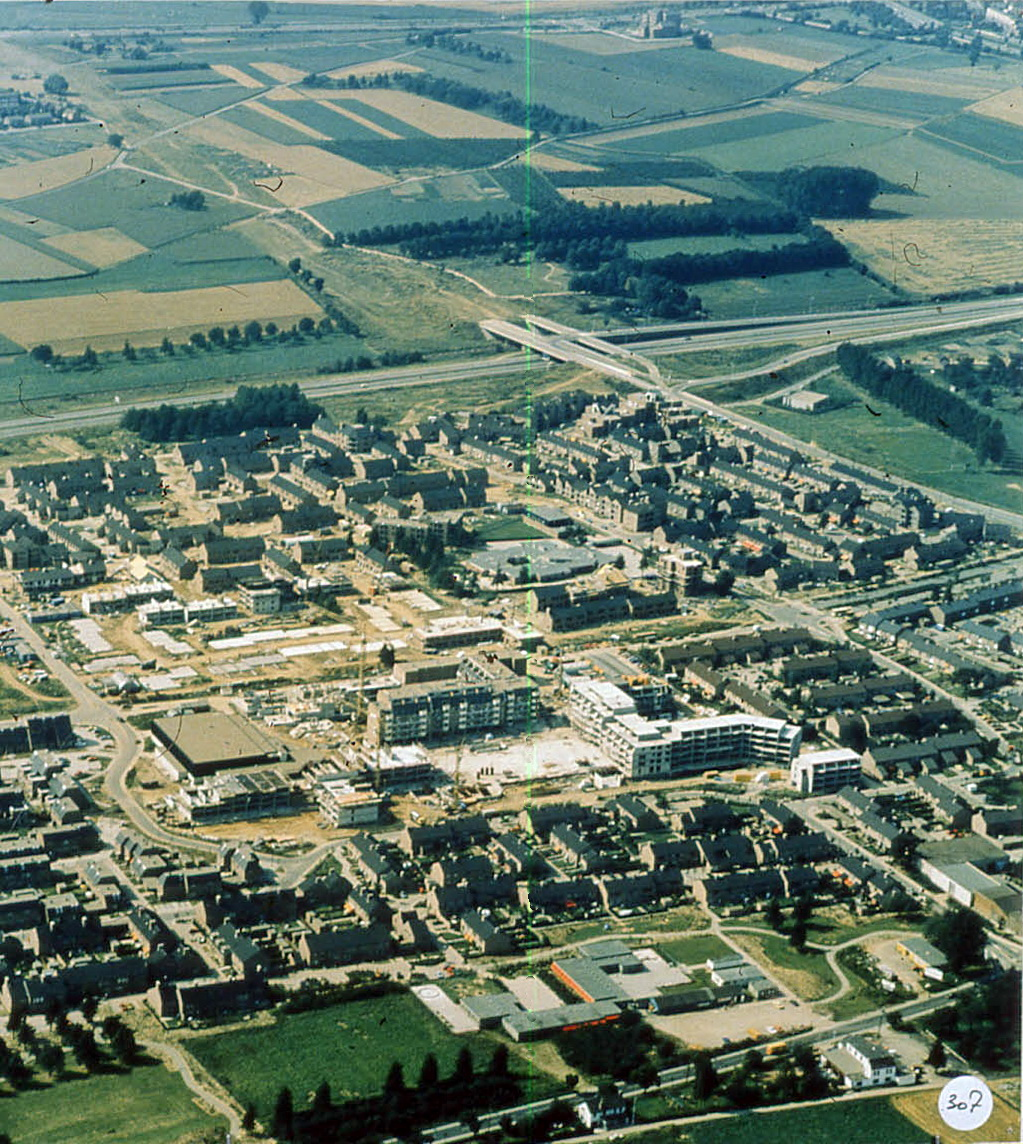
Luchtopname van De Heeg met winkelcentrum in aanbouw, circa 1980

De Heeg grenst in het westen aan de buurt Randwyck, in het noorden aan Heer, in het noordoosten aan Vroendaal, in het oosten aan het buitengebied van Maastricht en in het zuiden aan de gemeente Eijsden-Margraten (Gronsveld). De Heeg is gebouwd aan het eind van de jaren 70 (eerste bouw was in 1976) en het begin van de jaren 80 van de vorige eeuw.
In 2013 vond een amateurarcheoloog met een metaaldetector in een gerooide boomgaard ten zuiden van De Heeg een gouden stater uit de tijd van de Eburonen, waarschijnlijk uit circa 50 v. Chr. Of er in het gebied toen al bewoning plaatsvond, kan op grond van deze ene vondst niet bevestigd worden.

## Natuur en landschap
De Heeg is gelegen in het Maasdal, op een hoogte van ongeveer 60 meter. Dit dal is hier breed. Naar het oosten toe zijn er de hellingen naar het Plateau van Margraten, met het Savelsbos. In het westen vindt men de A2 met parallel daaraan de spoorlijn Luik - Maastricht. Ten westen daarvan bevinden zich bedrijventerreinen en de bebouwing van Heugem. Naar het noorden en zuiden toe wordt De Heeg begrensd door de bebouwing van respectievelijk Heer en Gronsveld.

## Voorzieningen
De Heeg heeft een winkelcentrum (de Roserije) met een beperkt aantal winkels, een buurtcentrum (de Boeckel), een IKC en enkele horecagelegenheden. In de buurt zijn enkele kerkelijke genootschappen actief. Naast het buurtcentrum ligt de rooms-katholieke Sint-Monulfus en Gondulfuskerk. Deze kerk is omstreeks 1980 gebouwd, met als 'bouwpastoor' Frans Wiertz, die van 1993 tot 2017 bisschop van Roermond was.

## Stedenbouw, architectuur, bezienswaardigheden
De Torenmolen van Gronsveld bevindt zich direct ten oosten van De Heeg.

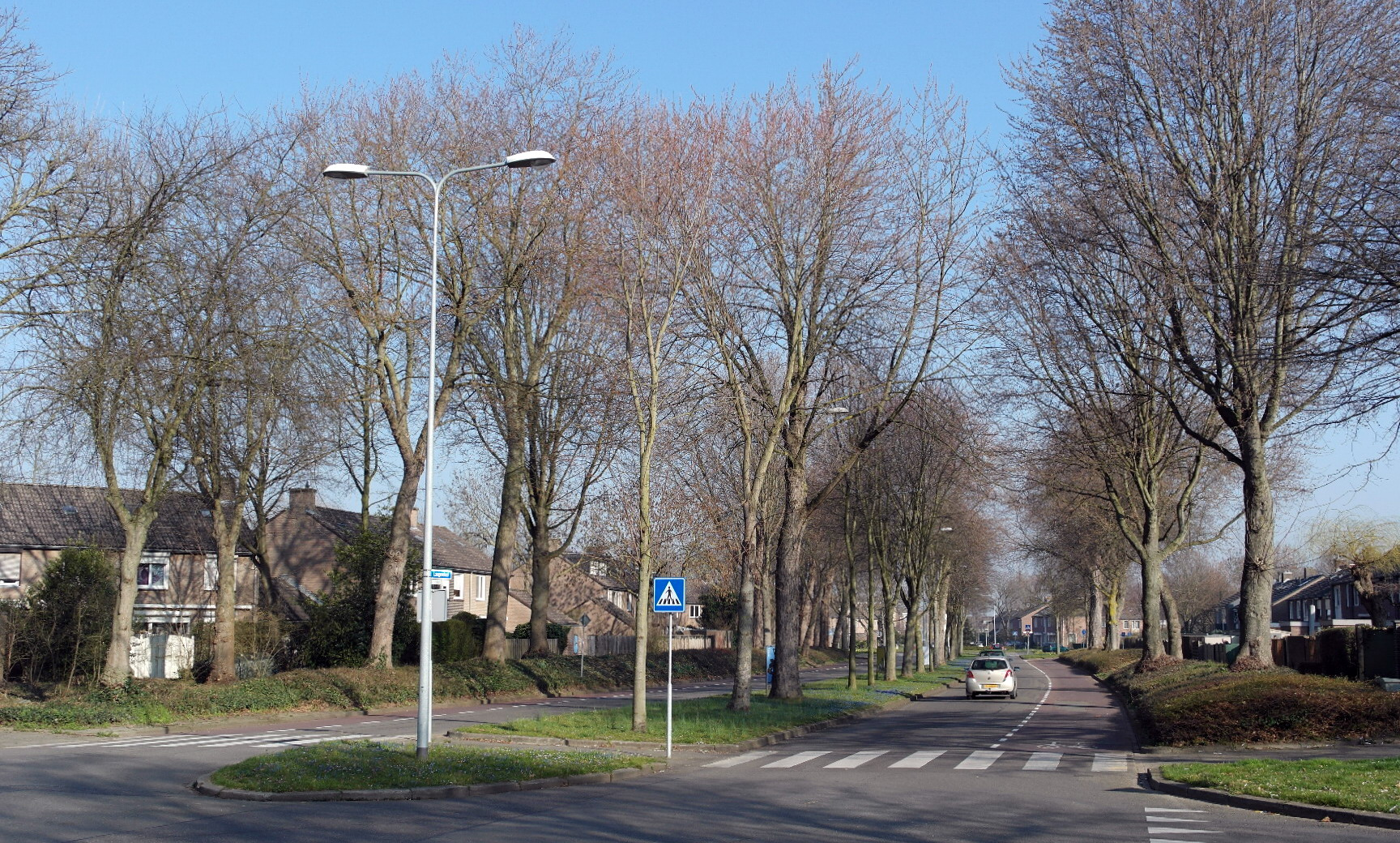
Boomrijke straat Langendaal
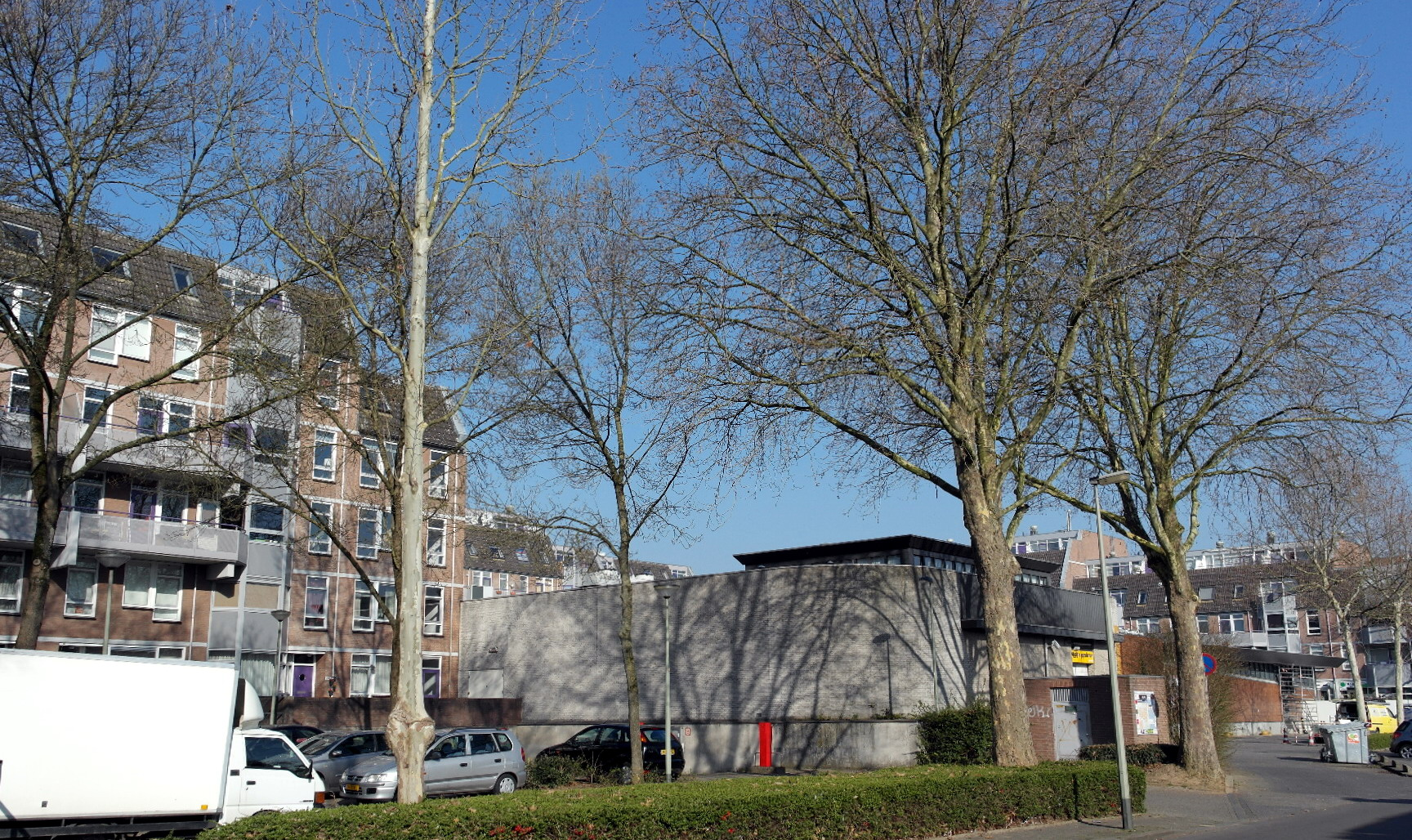
Roserije vanaf Cuyleborg
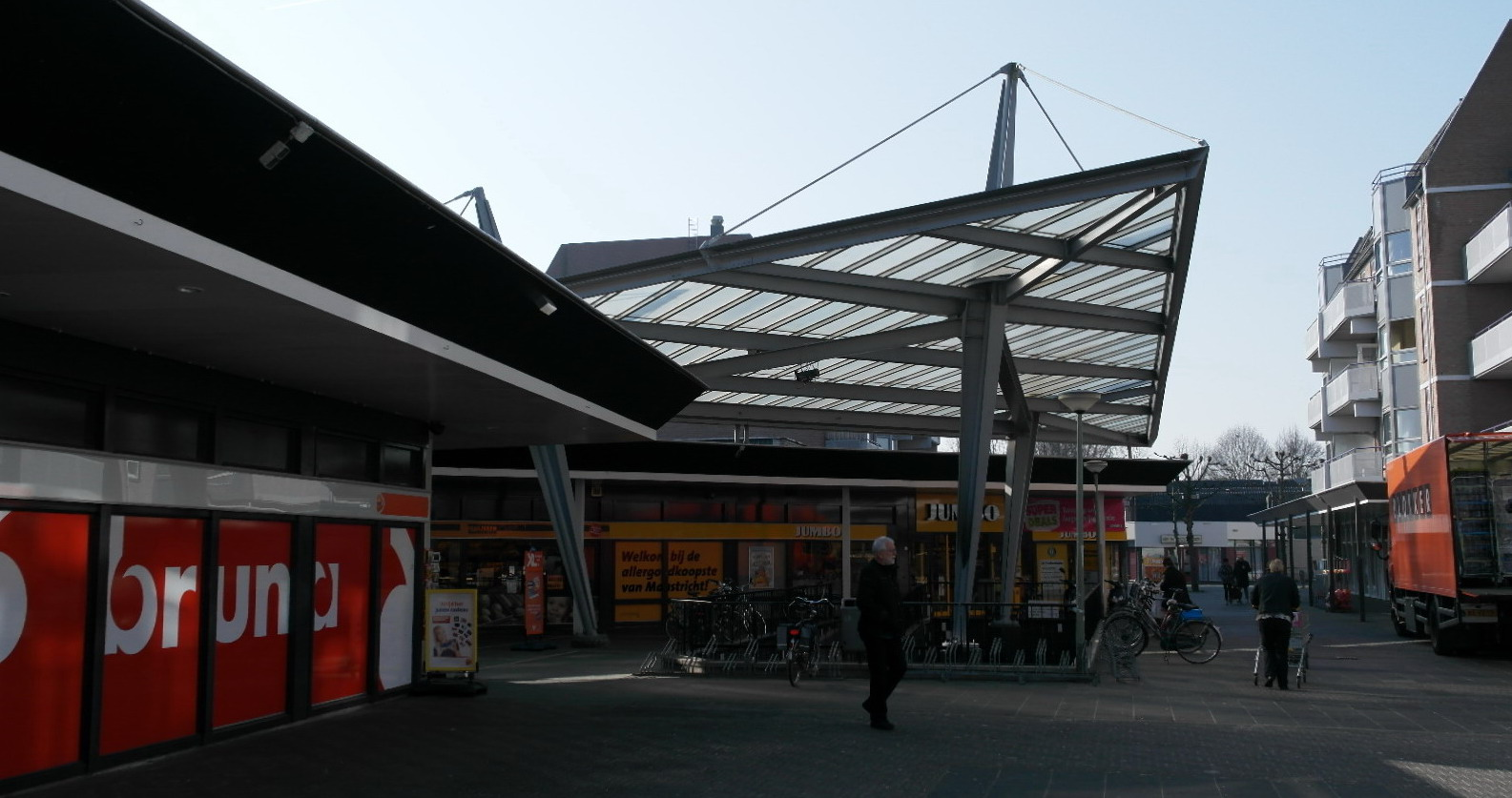
Roserije winkelcentrum
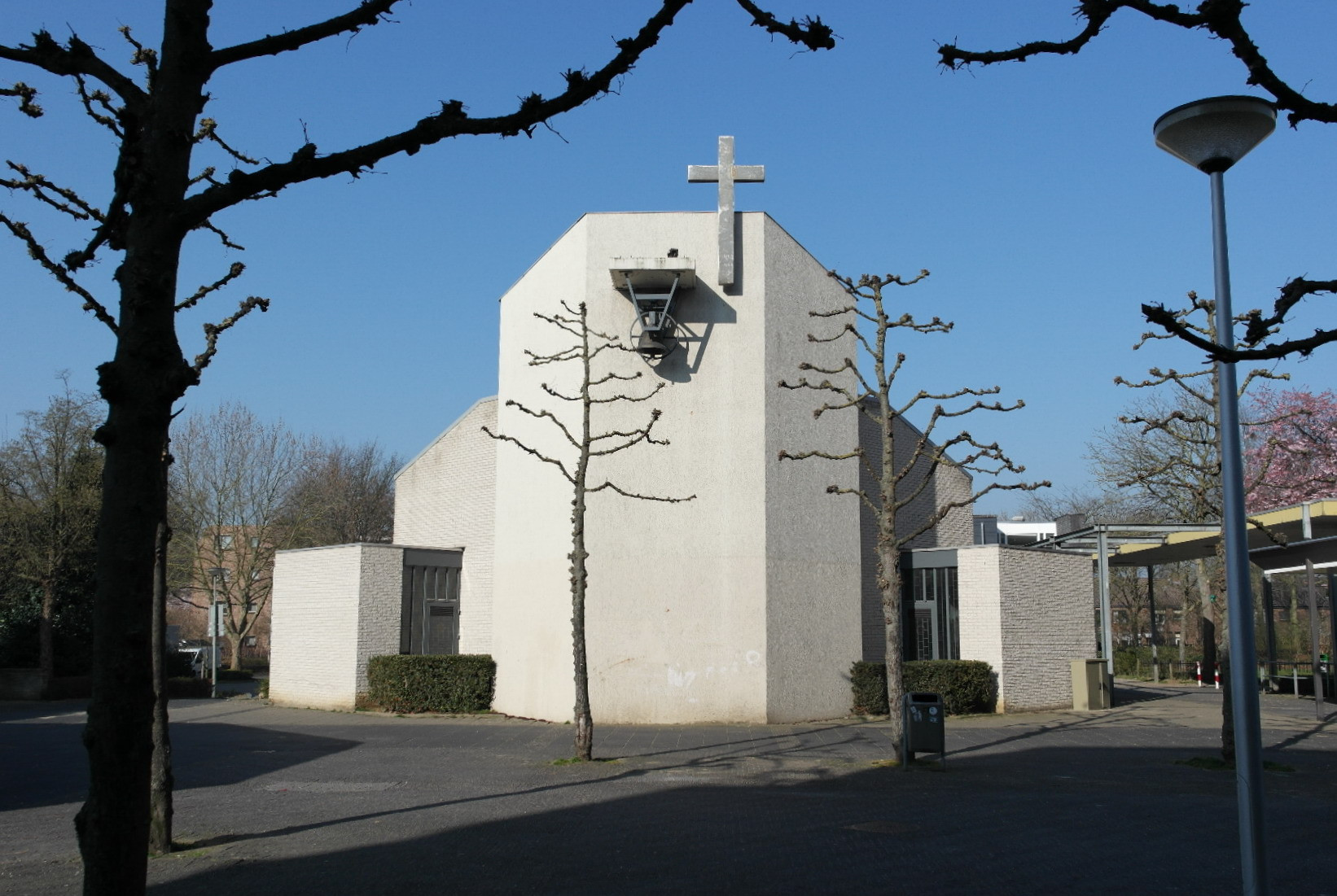
R.K. parochiekerk